# Trioza velutina
Trioza velutina är en insektsart som beskrevs av W. Foerster 1848. Trioza velutina ingår i släktet Trioza och familjen spetsbladloppor. Inga underarter finns listade i Catalogue of Life.